# Zehneria repanda
Zehneria repanda är en gurkväxtart som först beskrevs av Carl Ludwig von Blume, och fick sitt nu gällande namn av C.M. Simmons. Zehneria repanda ingår i släktet Zehneria och familjen gurkväxter. Inga underarter finns listade i Catalogue of Life.